# Gårdsbacka
Gårdsbacka (finska: Kontula) är ett delområde med metrostation i stadsdelen Mellungsby i Helsingfors stad. Gårdsbacka hör till de största förorterna i Helsingfors, med ett invånarantal på över 14 000. Tidigare, då fler barnfamiljer bodde där, var invånarantalet ännu högre.  
Byggandet av Gårdsbacka inleddes på 1960-talet. Dessförinnan var området antingen obebyggt, till del åkermark. På 1960-talet flyttade många barnfamiljer ut till den nya stadsdelen från trånga förhållanden i Helsingfors centrum. Till en början fanns det dåligt med service och invånarna tvingades ty sig till stockade trafikleder och dåliga kollektivtrafikförbindelser. I dag bor många äldre i Gårdsbacka, eftersom de ursprungliga invånarna kommit i den åldern och stannat kvar. Också många invandrare har flyttat till stadsdelen. 
Gårdsbacka köpcentrum öppnade 1967 och efter det kom det en simhall, ett bibliotek och en hälsocentral. På 1980-talet förstorades köpcentret. Gårdsbacka metrostation öppnade 1986. 

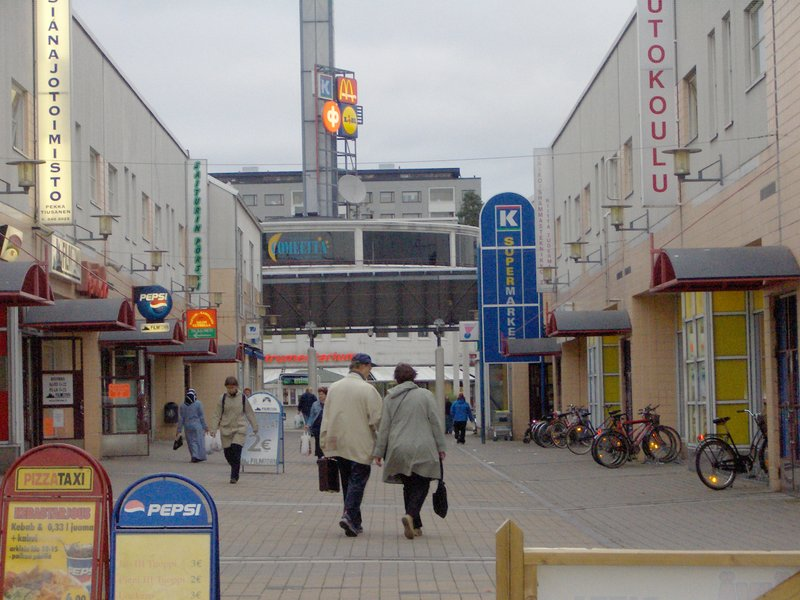
Gårdsbacka köpcentrum

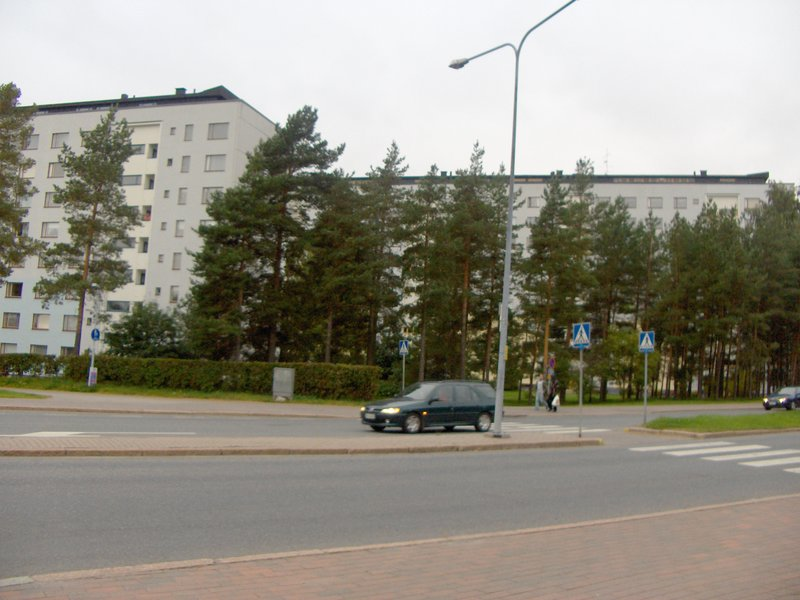
Gårdsbackavägen